# معمرة (الريف الشرقي)
معمرة (بالفارسية: معمره) هي قرية تقع في إيران في قسم الريف الشرقي الريفي. يقدر عدد سكانها بـ 1,931 نسمة .